# 波恩星表
波恩星表（德語：或），又名波恩星图，是德国天文学家阿格兰德于1859年到1862年在波恩天文台出版的一套四卷本的星表，缩写为，包含了324,189颗恒星，采用1850.0历元，赤纬范围从+90°到-2°，极限星等为9-10等，是在照相术发明以前编纂的最完整的一份星表。1863年根据波恩星表发表了波恩巡天星图。
由于波恩天文台位于北半球，无法完整观测到南半球的天空，1892年阿根廷的科尔多瓦天文台发表了科尔多瓦巡天星表（Cordoba Durchmusterung），简称，使用目视方法，将波恩星表扩展至赤纬-23°，共收录了58万多颗恒星。1896年在南非好望角完成的好望角照相星表（简称）扩展至南天极，共有45万多颗恒星。
波恩星表收录了恒星的光谱资料。在亨利·德雷伯星表中找不到的恒星，天文学家会优先使用波恩星表中的编号。